# 게로토락스
게로토락스(Gerrothorax)는 중생대 트라이아스기 후기 그린란드, 독일, 폴란드, 스웨덴 및 태국에서 살았을 것으로 추정되는 양서류이다.

## 특징

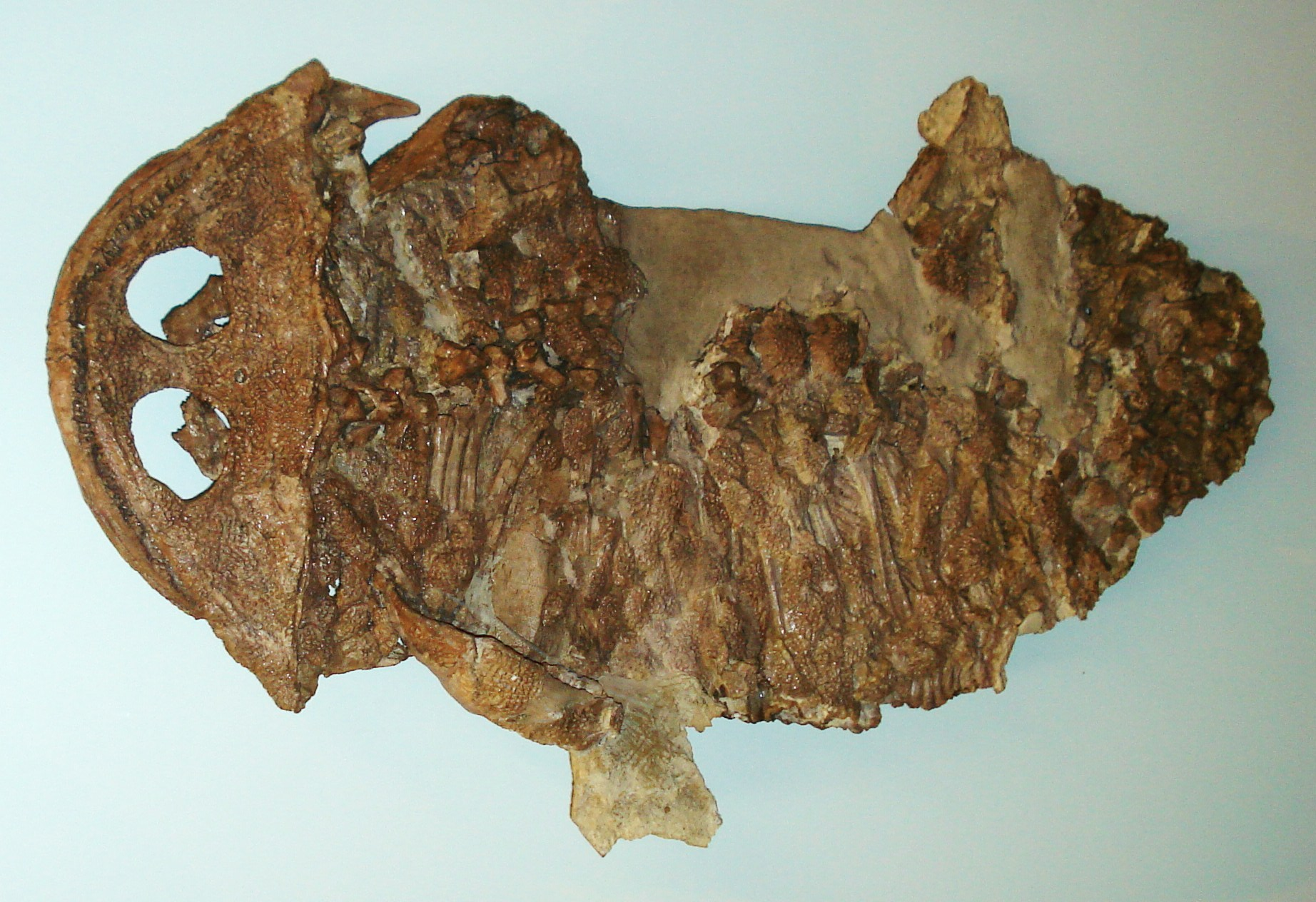
게로토락스의 화석

Gerrothorax는 길이가 약 1 미터 (3.3 ft)였으며, 몸이 눈에 띄게 납작했다. 평상시에는 주로 강이나 호수 바닥의 모래나 진흙 속에 평상시에 숨어 있고, 위쪽을 향한 큰 눈으로 먹이를 탐색했을 것으로 추정된다. 두개골을 들어올리고 턱을 빠르게 내릴 수 있는 강한 근육을 가지고 있어서 먹이를 잡을 때 턱을 내리지 않고 머리를 들어 올리는 것으로 나타났는데, 이는 변기가 열리는 방식과 비슷하다.

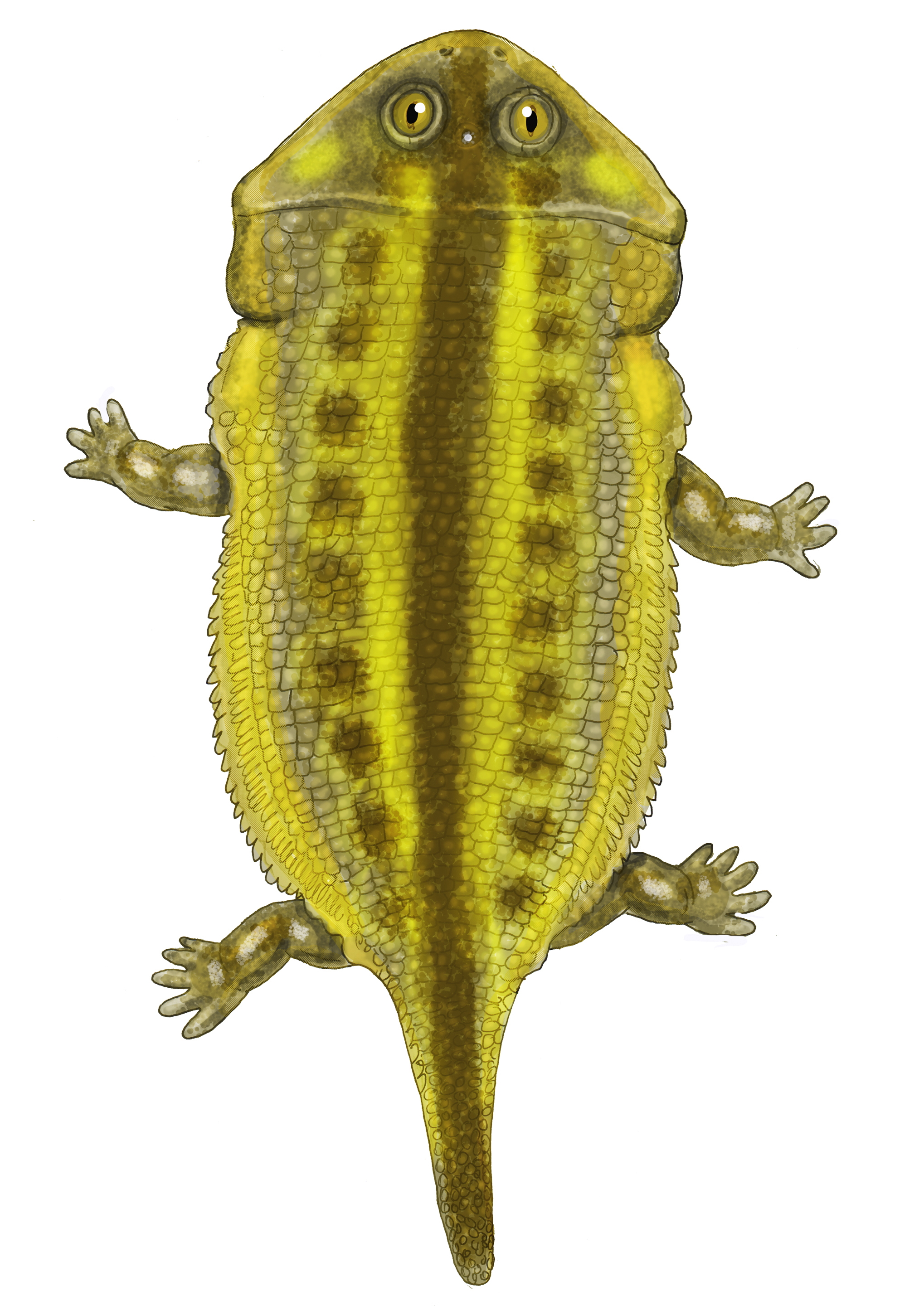
게로토락스의 복원 모습

이 동작을 하는 동안 아가미를 통해 물을 배출하여 목에 강한 압력을 가해 작은 먹이를 빨아들였을 것으로 추정된다. 아가미는 작은 돌기로 덮여 있어 먹힌 후에는 먹이가 아가미로 빠져나오는 것을 방지해주었다. 이러한 흡입 섭취 방식은 어류와 현생 양서류의 아성체에서 흔히 볼 수 있지만 게로토락스와 같은 성체 양서류에게서는 드문 경우이다.